# Мархаяновский (остров, устье Колымы)
Мархаяновский — остров в устье (дельте) реки Колымы, у южной оконечности которого она разделяется на два своих основных рукава, протоки Каменная Колыма и Походская Колыма. Административно относится к Нижнеколымскому улусу Республики Саха (Якутия), Россия.

## История
До 1960 года на востоке острова, на берегу Берёзкиной протоки (рукава Берёзкина), существовал населённый пункт под названием Край Леса (варианты названия — «Край лесов», «Крайлес»). В советские времена с берега реки к расположенному на острове леднику была проложена узкоколейка.

## География
Остров ограничен системой проток, а также окружён следующими островами колымского устья: протоками Каменной Колымой (а также Берёзкиной) с востока, протоками Походской Колымой (а также Тоньской) с запада, протокой Поперечной с севера; островами Утиным Клювом и Гусиным с востока, островом Каретова с юга, островами Ваниным, Усть-Кривинским, Кривинским и Тоньским с запада, островами Лисьим, Затишным, Каменкой и Японским с севера.
На острове имеются озёра, из которых два крупные — Герасимова и Досановского.